# Agaricia
Agaricia is een geslacht van koralen uit de klasse Anthozoa (bloemdieren).

## Soorten
- Agaricia agaricites (Linnaeus, 1758)
- Agaricia fragilis Dana, 1848
- Agaricia grahamae Wells, 1973
- Agaricia humilis Verrill, 1901
- Agaricia lamarcki Milne Edwards & Haime, 1851
- Agaricia tenuifolia Dana, 1848
- Agaricia undata (Ellis & Solander, 1786)